# Sergei Alexejewitsch Uslamin
Sergei Alexejewitsch Uslamin (russisch Сергей Алексеевич Усламин; * 23. Februar 1963 in Samara) ist ein ehemaliger sowjetischer Radrennfahrer.

## Sportliche Laufbahn
Uslamin (auch Uslamine) siegte 1983 in der Krim-Rundfahrt und holte einen Etappensieg in der Tour du Vaucluse. 1984 gewann er zwei Etappen der Kuba-Rundfahrt und wurde Zweiter der UdSSR-Rundfahrt. Den Giro d’Italia der Amateure 1985 gewann er vor Luděk Štyks und Gianni Bugno. In dem Etappenrennen holte er zwei Tageserfolge. Im Rennen der UCI-Straßen-Weltmeisterschaften 1985 wurde er als 22. bester Fahrer der Sowjetunion.
1986 konnte er die Niedersachsen-Rundfahrt mit drei Etappensiegen für sich entscheiden. Dazu kam ein Sieg im Mannschaftszeitfahren der Internationalen Friedensfahrt. 1987 wurde er Sieger des Straßenrennens der Völker-Spartakiade, der Kärnten-Rundfahrt, von zwei Etappen des Rennens Ruban Granitier Breton und einer Etappe der Sotschi-Rundfahrt. Bei den SKDA-Meisterschaften im Radsport 1987 gewann er das Straßenrennen.
In der Österreich-Rundfahrt kam er auf den dritten Gesamtrang. 1988 wurde er Zweiter im Giro delle Regioni hinter Sergio Carcano. Er gewann eine Etappe, ebenso im Giro d’Italia der Amateure. Die Internationale Friedensfahrt fuhr er dreimal. 1984 wurde er Achter, 1985 Fünfter und 1988 Fünfter der Gesamtwertung. In der Tour de l’Avenir war er viermal am Start.
1989 wurde er Berufsfahrer im Radsportteam Alfa Lum. Er siegte in der Cronostaffetta. 1997 wurde er Vize-Meister im Straßenrennen hinter Wjatscheslaw Jekimow. 1997 beendete er seine Karriere als Radprofi.
Uslamin bestritt alle Grand Tours, ohne eine vordere Platzierung in der Gesamtwertung zu erreichen.

## Grand Tour-Platzierungen
| Grand Tour            | 1989 | 1990 | 1991 | 1992 | 1993 | 1994 | 1995 | 1996 | 1997 |
| --------------------- | ---- | ---- | ---- | ---- | ---- | ---- | ---- | ---- | ---- |
| Giro d’ItaliaGiro     | 42   | 125  | –    | –    | –    | –    | –    | 46   | 51   |
| Tour de FranceTour    | –    | DNF  | 136  | –    | –    | –    | –    | 87   | –    |
| Vuelta a EspañaVuelta | –    | –    | 77   | 58   | –    | –    | –    | –    | 86   |